# هيو قود
هيو قود (بالإنجليزية: Hugh Good)‏ هو لاعب اتحاد الرغبي نيوزلندي، ولد في 29 سبتمبر 1871 في Urenui ‏ في نيوزيلندا، وتوفي في 3 يوليو 1941 في Stratford, New Zealand ‏ في نيوزيلندا.